# Jean Jacques De Langhe
Jean Jacques De Langhe, parfois nommé Delanghe, né à Ypres, le 28 décembre 1800 et mort à Lille le 27 mars 1865, est un peintre belge connu pour ses portraits.
Au Salon de Bruxelles de 1836, il obtient une médaille de bronze. Ses œuvres sont conservées à Ypres et au Musée national du Palais Het Loo. 

## Biographie

### Famille
Jean Jacques De Langhe, né à Ypres le 28 décembre 1800, est le fils de Pierre Jean Jacques De Langhe (1762-1826), peintre, et d'Anne Thérèse Dupont,. 

### Formation
Jean Jacques De Langhe est établi, Rue de Richelieu, no 115 à Paris de 1825 à 1828. Il y est l'élève d'Antoine-Jean Gros et surtout de François-Joseph Kinson. Il expose Tête d'étude d'un vieillard et Tête d'étude d'après Kinson au Salon de Lille de 1825, puis Étude de Mameluck circassien au Salon de Paris de 1827.

### Carrière
De retour en Belgique en 1829, Jean Jacques De Langhe s'établit à Bruxelles et participe régulièrement aux salons triennaux belges jusqu'en 1863. Il obtient une médaille de bronze au Salon de Bruxelles de 1836.
Jean Jacques De Langhe, célibataire, résidant à Bruxelles, meurt, à l'âge de 64 ans, rue Saint-Jacques  à Lille le 27 mars 1865.

## Œuvre

### Caractéristiques
Son champ pictural couvre exclusivement les portraits. En 1836, le critique Louis Alvin souligne la ressemblance des portraits de Jean Jacques De Langhe.
D'autres critiques se montrent sévères. Lors du Salon de Gand, où De Langhe a envoyé neuf portraits, le quotidien L'Indépendance belge publie ces lignes « M. Delanghe a exposé les portraits de M. Laborde, premier ténor du théâtre de Bruxelles, et celui de Mme Laborde. Cette fois du moins, on peut juger de la ressemblance qui est assez exacte. M. Laborde est en habit de ville, Mme Laborde porte le costume de Lucia di Lammermoor. M. Delanghe a fait des progrès, mais sa peinture est toujours de la peinture bourgeoise et nous avons grand peur que le sentiment poétique ne se développe pas en lui ».
Au Salon de Bruxelles de 1848, où il a envoyé quatre portraits, le critique Louis Van Roy estime que l'artiste a peint d'une manière un peu plus léchée que de coutume en représentant de la guipure, du velours, des dentelles, du drap, des décorations, du satin et des épaulettes.

### Expositions

#### Belgique

##### 1828 - 1842
- Salon d'Anvers de 1828 : Portrait d'un jeune Turc résidant à Paris[10].
- Salon de Gand (XIV) de 1829 : Portrait de S.M. le roi des Pays-Bas assis, Une étude de mameluck en costume circassien, Portrait de S.E. le Ministre de l'Intérieur Pierre Louis van Gobbelschroy et six autres portraits[11].
- Salon de Bruxelles de 1830 : Portrait d'homme (V.C.)[12].
- Salon de Gand (XV) de 1832 : deux portraits et Tableau de famille[13].
- Salon de Bruxelles de 1833 : Zampa et six portraits[14].
- Salon d'Anvers de 1834 : Zampa[15].
- Salon de Gand (XVI) de 1835 : Portrait d'homme[16].
- Salon de Bruxelles de 1836 : quatre portraits (médaille de bronze)[6].
- Salon d'Anvers de 1837 : Portrait de M. le comte D.[17].
- Salon de Gand (XVII) de 1838 : quatre portraits[18].
- Salon de Bruxelles de 1839 : Tableau de famille[19].
- Salon d'Anvers de 1840 : deux portraits d'homme et un portrait de demoiselle[20].
- Salon de Gand (XVIII) de 1841 : Portrait de M. le chevalier V.D.B.D.R.[21].
- Salon de Bruxelles de 1842 : quatre portraits[22].

##### 1844 - 1863
- Salon de Gand (XIX) de 1844 : Portrait de M. Laborde, premier ténor du théâtre royal de Bruxelles, Portrait de Mme Laborde, prima donna du théâtre royal de Bruxelles, Portrait du marquis D.R. et Portrait de M. V de C.[23].
- Salon de Bruxelles de 1845 : Portrait de M.D.L.B.[24].
- Salon d'Anvers de 1846 : Portrait de M. le comte V.D.B.[25].
- Salon de Gand (XX) de 1847 : Portrait de M.[26].
- Salon de Bruxelles de 1851 : Portrait de M. le baron D.L.F.[27].
- Salon de Gand (XXII) de 1853 : Portrait de M. le chevalier D.C.[28].
- Salon de Bruxelles de 1854 : Portrait et Portrait de M. le comte de G.[29].
- Salon d'Anvers de 1855 : Portrait d'homme et Portrait[30].
- Salon de Gand (XXIII) de 1856 : Portrait de Mr*[31].
- Salon de Bruxelles de 1857 : Portrait de M.F.M., Portrait de M.E.L. et Portrait de M.D.W.[32].
- Salon d'Anvers de 1858 : Portrait de Monsieur le conseiller D.F.[33].
- Salon de Bruxelles de 1860 : Portrait du sénateur M. D.T.[34].
- Salon d'Anvers de 1861 : Portrait de Mr X*[35].
- Salon de Gand (XXV) de 1862 : Portrait de S.A.R. Mgr le duc de Brabant (appartient à la ville d'Ypres)[36].
- Salon de Bruxelles de 1863 : Portrait de S.A.R. le comte de Flandre (appartient à la ville d'Ypres) et Portrait de Monsieur le Conseiller D.F.[37].

#### France
- Salon de Lille de 1825 : Tête d'étude d'un vieillard et Tête d'étude d'après Kinson[4].
- Salon de Paris de 1827 : Étude de Mameluck circassien[5].
- Salon de Douai de 1833 : Tête de femme[5].

### Collections muséales
Quatre œuvres de Jean Jacques De Langhe sont conservées au musée de la ville Ypres en 1924 : des portraits de Guillaume Ier roi des Pays-Bas (1826), du botaniste Louis Vanhoutte (1827), du duc de Brabant (1862) et du comte de Flandre (1863). Le Musée national du palais Het Loo (Pays-Bas) conserve également une œuvre du peintre.